# Bernard Parker
Bernard Melvin Parker (Boksburg, 16 marzo 1986) è un ex calciatore sudafricano, di ruolo centrocampista o attaccante.

## Carriera

### Club
Bernard Parker inizia la carriera da professionista nel 2004, indossando la casacca dell'Hellenic F.C., squadra della città di Città del Capo. A fine anno cambia sponda cittadina, passando al Benoni Premier United che, dopo due anni, cambierà nome in Thanda Royal Zulu dopo l'acquisto da parte di una società svedese.
Al Thanda Royal Zulu resta altrettanti anni, fino al 2009, anno nel quale sbarca in Europa, trasferendosi ai serbi della Stella Rossa Belgrado.
Nella finestra estiva del calciomercato 2009 passa al Twente con il quale vince il campionato nel 2010 e l'8 maggio 2011 la KNVB beker contro l'Ajax.

### Nazionale
Bernard Parker, a partire dal 2007, ha giocato quindici partite per il Sudafrica ed ha segnato cinque reti. Le prime due sono arrivate il 30 settembre 2008, nella sfida contro il Malawi. Ha segnato poi contro Ghana, Camerun e Norvegia.
Nel maggio 2009, Bernard è anche stato selezionato per la FIFA Confederations Cup 2009, dove ha segnato una doppietta contro la Nuova Zelanda.

## Palmarès

### Club

#### Competizioni nazionali
- Campionato olandese: 1

Twente: 2009-2010
- Supercoppa dei Paesi Bassi: 1

Twente: 2010
- Coppa dei Paesi Bassi: 1

Twente: 2010-2011
- Campionato sudafricano: 1

Kaizer Chiefs: 2012-2013
- Coppa del Sudafrica: 1

Kaizer Chiefs: 2012-2013